# الكسيس بيرتن
الكسيس بيرتن (بالفرنسية: Alexis Bertin)‏ (13 مايو 1980 لو هافر فرنسا - ) هو لاعب كرة قدم فرنسي يلعب كلاعب وسط.

## روابط خارجية
- الكسيس بيرتن على موقع قاعدة بيانات كرة القدم.إي يو (الإنجليزية)
- الكسيس بيرتن على موقع Soccerbase.com (لاعب) (الإنجليزية)